# Medjedel
Medjedel (em árabe: مجدل) é uma cidade e comuna localizada na província de M'Sila, Argélia. Segundo o censo de 2008, a população total da cidade era de 21 058 habitantes.